# Drużynowy Puchar Świata na Żużlu 2011
Drużynowy Puchar Świata 2011 – jedenasta edycja turnieju, mająca na celu wyłonić najlepszą żużlową reprezentację świata – drużynowego mistrza świata. Złoty medal obroniła reprezentacja Polski.

## Terminarz
| Data / wyniki    | Miejsce             |
| Eliminacje       | Eliminacje          |
| ---------------- | ------------------- |
| 17 kwietnia 2011 | Lonigo              |
| 7 maja 2011      | Landshut            |
| Półfinały        |                     |
| 9 lipca 2011     | Vojens              |
| 11 lipca 2011    | King’s Lynn         |
| Baraż            |                     |
| 14 lipca 2011    | Gorzów Wielkopolski |
| Finał            |                     |
| 16 lipca 2011    | Gorzów Wielkopolski |

## Eliminacje
W eliminacjach wystartują zespoły, które w zeszłorocznym DPŚ zajęły 7. i 8. miejsce (Finlandia i Czechy) oraz wszystkie inne reprezentacje, które zgłoszą się do rozgrywek.

### Lonigo (1)
17 kwietnia 2011 -  Lonigo
| Msc | | Drużyna / Zawodnik                                                | Biegi        | Punkty |
| --- | --- | ----------------------------------------------------------------- | ------------ | ------ |
| 1   | | Czechy                                                            | Czechy       | 49     |
| 1   | (1) Lukáš Dryml (2) Aleš Dryml (3) Filip Šitera (4) Zdeněk Simota (5) Matěj Kůs                                | (u,2,3,3,3) (3,3,3,3,3) (2,2,1,1,2) (2,2,2,0,1) (2,1,2,1,2)       | 11 15 8 7 8  |        |
| 2   | | Słowenia                                                          | Słowenia     | 44     |
| 2   | (1) Matej Žagar (2) Aleksander Čonda (3) Aleš Kraljič (4) Matic Voldrih (5) Matija Duh                         | (3,3,2,3,3) (1,3,2,2,3) (3,2,3,2,d) (3,1,1,1,w) (0,1,w,1,1)       | 14 11 10 6 3 |        |
| 3   | | Łotwa                                                             | Łotwa        | 39     |
| 3   | (1) Maksims Bogdanovs (2) Ķasts Puodžuks (3) Vjačeslavs Giruckis (4) Jevgeņijs Karavackis (5) Andžejs Ļebedevs | (1,2,1,3,3,3) (0,3,3,2,3,2) (1,u,0,2,1) (0,-,-,u,-) (3,1,1,2,w,2) | 13 4 0 9     |        |
| 4   | | Włochy                                                            | Włochy       | 17     |
| 4   | (1) Guglielmo Franchetti (2) Mattia Carpanese (3) Cristian Carrica (4) Nicolas Covatti (5) Marco Gregnanin     | (2,3,0,0,w,2) (2,0,0,d,d,0) (0,0,-,2,0) (1,u,1,-,0) (1,0,1,1,1)   | 7 2 4        |        |

| LP  | Wynik biegu                                         | Czechy | Słowenia | Łotwa | Włochy |
| --- | --------------------------------------------------- | ------ | -------- | ----- | ------ |
| 1.  | Žagar, Franchetti, Bogdanovs, L. Dryml (u2)         | 0      | 3        | 1     | 2      |
| 2.  | A. Dryml, Carpanese, Čonda, Puodžuks                | 3      | 4        | 1     | 4      |
| 3.  | Kraljič, Šitera, Giruckis, Carrica                  | 5      | 7        | 2     | 4      |
| 4.  | Voldrih, Simota, Covatti, Karavackis                | 7      | 10       | 2     | 5      |
| 5.  | Ļebedevs, Kůs, Gregnanin, Duh                       | 9      | 10       | 5     | 6      |
| 6.  | Franchetti, Simota, Duh, Giruckis (u)               | 11     | 11       | 5     | 9      |
| 7.  | Žagar, Bogdanovs, Kůs, Carpanese                    | 12     | 14       | 7     | 9      |
| 8.  | Čonda, L. Dryml, Ļebedevs, Carric                   | 14     | 17       | 8     | 9      |
| 9.  | A. Dryml, Kraljič, Bogdanovs, Covatti (u)           | 17     | 19       | 9     | 9      |
| 10. | Puodžuks, Šitera, Voldrih, Gregnanin                | 19     | 20       | 12    | 9      |
| 11. | Puodžuks, Čonda, Šitera, Franchetti                 | 20     | 22       | 15    | 9      |
| 12. | Kraljič, Simota, Ļebedevs, Carpanese                | 22     | 25       | 16    | 9      |
| 13. | Bogdanovs, Kůs, Voldrih, Franchetti                 | 24     | 26       | 19    | 9      |
| 14. | L. Dryml, Puodžuks, Covatti, Duh (w/u)              | 27     | 26       | 21    | 10     |
| 15. | A. Dryml, Žagar, Gregnanin, Giruckis                | 30     | 28       | 21    | 11     |
| 16. | Puodžuks, Kraljič, Kůs, Franchetti (w/u)            | 31     | 30       | 24    | 11     |
| 17. | L. Dryml, Giruckis, Voldrih, Carpanese (d)          | 34     | 31       | 26    | 11     |
| 18. | A. Dryml, Carrica, Duh, Karavackis (u)              | 37     | 32       | 26    | 13     |
| 19. | Žagar, Ļebedevs, Šitera, Carpanese (d)              | 38     | 35       | 28    | 13     |
| 20. | Bogdanovs, Čonda, Gregnanin, Simota                 | 38     | 37       | 31    | 14     |
| 21. | A. Dryml, Franchetti, Voldrih (w/u), Ļebedevs (w/u) | 41     | 37       | 31    | 16     |
| 22. | Bogdanovs, Šitera, Duh, Carpanese                   | 43     | 38       | 34    | 16     |
| 23. | Žagar, Puodžuks, Simota, Carrica                    | 44     | 41       | 36    | 16     |
| 24. | Čonda, Kůs, Giruckis, Covatti                       | 46     | 44       | 37    | 16     |
| 25. | L. Dryml, Ļebedevs, Gregnanin, Kraljič (d)          | 49     | 44       | 39    | 17     |

### Landshut (2)
7 maja 2011 -  Landshut
| Msc | | Drużyna / Zawodnik                                                | Biegi             | Punkty |
| --- | --- | ----------------------------------------------------------------- | ----------------- | ------ |
| 1   | | Niemcy                                                            | Niemcy            | 47     |
| 1   | (1) Martin Smolinski (2) Christian Hefenbrock (3) Frank Facher (4) Matthias Schultz (5) Tobias Kroner          | (3,2,3,3,3) (3,0,3,3,1) (3,1,1,3,3) (2,1,2,1,1) (1,0,0,1,3)       | 14 10 11 7 5      |        |
| 2   | | Stany Zjednoczone                                                 | Stany Zjednoczone | 39     |
| 2   | (1) Greg Hancock (2) Ricky Wells (3) Ryan Fisher (4) Tyson Burmeister (5) Mike Buman                           | (1,2,3,2,1,3) (1,2,0,1,1) (2,3,1,2,3,3) (1,3,1,1,2) (0,0,0,-,-)   | 12 5 14 8 0       |        |
| 3   | | Finlandia                                                         | Finlandia         | 38     |
| 3   | (1) Joonas Kylmäkorpi (2) Tero Aarnio (3) Juha Hautamäki (4) Kalle Katajisto (5) Kauko Nieminen                | (2,3,3,1,d) (2,0,3,2,2) (1,1,2,2,2) (0,0,1,0,-) (3,2,2,2,2)       | 9 8 1 11          |        |
| 4   | | Ukraina                                                           | Ukraina           | 26     |
| 4   | (1) Andriej Kobrin (2) Stanisław Ogorodnik (3) Kiriłł Cukanow (4) Aleksandr Łoktajew (5) Jarosław Poljuchowicz | (0,1,2,0,0,2) (0,-,0,-,0) (0,3,2,0,3,1) (3,3,0,0,-) (2,1,2,1,0,0) | 5 0 9 6 6         |        |

| Lp  | Wynik biegu                                               | Niemcy | Stany Zjednoczone | Finlandia | Ukraina |
| --- | --------------------------------------------------------- | ------ | ----------------- | --------- | ------- |
| 1.  | M. Smolinski, J. Kylmäkorpi, G. Hancock, A. Korbin        | 3      | 1                 | 2         | 0       |
| 2.  | Ch. Hefenbrock, T. Aarnio, R. Wells, S. Ogrodnik          | 6      | 2                 | 4         | 0       |
| 3.  | F. Facher, R. Fisher, J. Hautamäki, K. Cukanow            | 9      | 4                 | 5         | 0       |
| 4.  | A. Łoktajew, M. Schultz, T. Burmeister, K. Katajisto      | 11     | 5                 | 5         | 3       |
| 5.  | K. Nieminen, J. Poljuchowicz, T. Kroner, M. Buman         | 12     | 5                 | 8         | 5       |
| 6.  | R. Fisher, M. Smolinski, J. Poljuchowicz, K. Katajisto    | 14     | 8                 | 8         | 6       |
| 7.  | T. Burmeister, K. Nieminen, A. Kobrin, Ch. Hefenbrock     | 14     | 11                | 10        | 7       |
| 8.  | J. Kylmäkorpi, J. Poljuchowicz, F. Facher, M. Buman       | 15     | 11                | 13        | 9       |
| 9.  | K. Cukanow, G. Hancock, M. Schultz, T. Aarnio             | 16     | 13                | 13        | 12      |
| 10. | A. Łoktajew, R. Wells, J. Hautamäki, T. Kroner            | 16     | 15                | 14        | 15      |
| 11. | M. Smolinski, J. Hautamäki, T. Burmeister, S. Ogrodnik    | 19     | 16                | 16        | 15      |
| 12. | Ch. Hefenbroeck, K. Cukanow, K. Katajisto, M. Buman       | 22     | 16                | 17        | 17      |
| 13. | G. Hancock, K. Nieminen, F. Facher, A. Łoktajew           | 23     | 19                | 19        | 17      |
| 14. | J. Kylmäkorpi, M. Schultz, J. Poljuchowicz, R. Wells      | 25     | 19                | 22        | 18      |
| 15. | T. Aarnio, A. Kobrin, R. Fisher, T. Kroner                | 25     | 20                | 25        | 20      |
| 16. | M. Smolinski, K. Nieminen, R. Wells, K. Cukanow           | 28     | 21                | 27        | 20      |
| 17. | Ch. Hefenbrock, R. Fisher, J. Kylmäkorpi, A. Łoktajew     | 31     | 23                | 28        | 20      |
| 18. | F. Facher, T. Aarnio, T. Burmeister, J. Poljuchowicz      | 34     | 24                | 30        | 20      |
| 19. | R. Fisher, J. Hautamäki, M. Schultz, A. Kobrin            | 35     | 27                | 32        | 20      |
| 20. | K. Cukanow, G. Hancock, T. Kroner, K. Katajisto           | 36     | 29                | 32        | 23      |
| 21. | M. Smolinski, T. Aarnio, G. Hancock, A. Kobrin            | 39     | 30                | 34        | 23      |
| 22. | G. Hancock, J. Hautamäki, Ch. Hefenbrock, J. Poljichowicz | 40     | 33                | 37        | 23      |
| 23. | F. Facher, A. Kobrin, R. Wells, K. Katajisto (ns)         | 43     | 34                | 36        | 25      |
| 24. | R. Fisher, K. Nieminen, M. Schultz, S. Ogrodnik           | 44     | 37                | 38        | 25      |
| 25. | T. Kroner, T. Burmeister, K. Cukanow, J. Kylmäkorpi (d)   | 47     | 39                | 38        | 26      |

## Półfinały
Po raz ósmy turniej finałowy DPŚ składa się z ośmiu drużyn narodowych. Podobnie jak przed rokiem, półfinały zostaną rozegrane na terenie krajów startujących w tych półfinałach (Dania i Wielka Brytania) a baraż i finał na terenie innego (Polska).
Zwycięzcy półfinałów awansują do finału. Drużyny z 2. i 3. miejsca w półfinale pojadą w barażu, z którego dwie reprezentacje uzupełnią skład finałowy.

### Vojens (1)
9 lipca 2011 -  Vojens
| \| Msc \| \| Drużyna / Zawodnik \| Biegi \| Punkty \| \| --- \| ---------------------------------------------------------------------------------------------------------- \| ---------------------------------------------------------------- \| ------------- \| ------ \| \| 1 \| \| Dania \| Dania \| 50 \| \| 1 \| (1) Nicki Pedersen (2) Bjarne Pedersen (3) Kenneth Bjerre (4) Niels Kristian Iversen (5) Mads Korneliussen \| (2,w,2,3,3) (3,3,d,3,3) (3,3,1,3,1) (1,0,2,1,1) (3,3,1,3,2) \| 10 12 11 5 12 \| \| \| 2 \| \| Szwecja \| Szwecja \| 48 \| \| 2 \| (1) Andreas Jonsson (2) Fredrik Lindgren (3) Antonio Lindbäck (4) Jonas Davidsson (5) Thomas H. Jonasson \| (3,2,3,1,2) (2,1,1,2,4!) (2,3,3,2,2) (3,2,1,1,1) (1,2,2,2,w) \| 11 10 12 8 7 \| \| \| 3 \| \| Australia \| Australia \| 47 \| \| 3 \| (1) Jason Crump (2) Darcy Ward (3) Troy Batchelor (4) Rory Schlein (5) Chris Holder \| (1,2,3,2,3) (0,2,3,2,3,3) (d,1,-,2,1) (2,0,2,1,-) (2,3,3,1,2!,3) \| 11 13 4 5 14 \| \| \| 4 \| \| Niemcy \| Niemcy \| 9 \| \| 4 \| (1) Kevin Wolbert (2) Max Dilger (3) Tobias Busch (4) Mathias Schultz (5) Tobias Kroner \| (0,2!,0,0,0) (1,1,0,0,2) (1,0,0,0,0) (0,1,1,0,0) (0,0,0,0,0) \| 2 4 1 2 0 \| \| | Bieg po biegu: 1. Jonsson, N.Pedersen, Crump, Wolbert 2. B.Pedersen, Lindgren, Dilger, Ward 3. Bjerre, Lindbäck, Busch, Batchelor (d) 4. Davidsson, Schlein, Iversen, Schultz 5. Korneliussen, Holder, Jonasson, Kroner 6. Bjerre, Jonasson, Woelbert, Schlein 7. Holder, Jonsson, Dilger, Iversen 8. Korneliussen, Crump, Lindgren, Busch 9. Lindbäck, Ward, Schultz, N.Pedersen (w) 10. B.Pedersen, Davidsson, Batchelor, Kroner 11. Ward, Iversen, Lindgren, Wolbert 12. Lindbeack, Schelin, Korneliussen, Dilger 13. Holder, N.Pedersen, Davidsson, Busch 14. Crump, Jonasson, Schultz, Pedersen (d) 15. Jonsson, Ward, Bjerre, Kroner 16. B.Pedersen, Lindbäck, Holder, Wolbert 17. Bjerre, Crump, Davidsson, Dilger 18. Ward, Jonasson, Iversen, Busch 19. Korneliussen, Batchelor, Jonsson, Schultz 20. N.Pedersen, Schlein, Kroner 21. Ward, Korneliussen, Davidsson, Wolbert 22. N. Pedersen, Dilger, Batchelor, Jonasson (w) 23. B. Pedersen, Jonsson, Holder, Busch 24. Holder, Lindgren, Bjerre, Schultz 25. Crump, Lindbäck, Iversen, Kroner |                                                                  |               |        |
| Msc | | Drużyna / Zawodnik                                               | Biegi         | Punkty |
| 1 | | Dania                                                            | Dania         | 50     |
| 1 | (1) Nicki Pedersen (2) Bjarne Pedersen (3) Kenneth Bjerre (4) Niels Kristian Iversen (5) Mads Korneliussen | (2,w,2,3,3) (3,3,d,3,3) (3,3,1,3,1) (1,0,2,1,1) (3,3,1,3,2)      | 10 12 11 5 12 |        |
| 2 | | Szwecja                                                          | Szwecja       | 48     |
| 2 | (1) Andreas Jonsson (2) Fredrik Lindgren (3) Antonio Lindbäck (4) Jonas Davidsson (5) Thomas H. Jonasson | (3,2,3,1,2) (2,1,1,2,4!) (2,3,3,2,2) (3,2,1,1,1) (1,2,2,2,w)     | 11 10 12 8 7  |        |
| 3 | | Australia                                                        | Australia     | 47     |
| 3 | (1) Jason Crump (2) Darcy Ward (3) Troy Batchelor (4) Rory Schlein (5) Chris Holder | (1,2,3,2,3) (0,2,3,2,3,3) (d,1,-,2,1) (2,0,2,1,-) (2,3,3,1,2!,3) | 11 13 4 5 14  |        |
| 4 | | Niemcy                                                           | Niemcy        | 9      |
| 4 | (1) Kevin Wolbert (2) Max Dilger (3) Tobias Busch (4) Mathias Schultz (5) Tobias Kroner | (0,2!,0,0,0) (1,1,0,0,2) (1,0,0,0,0) (0,1,1,0,0) (0,0,0,0,0)     | 2 4 1 2 0     |        |

### King’s Lynn (2)
11 lipca 2011 -  King’s Lynn
| \| Msc \| \| Drużyna / Zawodnik \| Biegi \| Punkty \| \| --- \| -------------------------------------------------------------------------------------------------------- \| -------------------------------------------------------------------- \| --------------- \| ------ \| \| 1 \| \| Polska \| Polska \| 62 \| \| 1 \| (1) Tomasz Gollob (2) Jarosław Hampel (3) Janusz Kołodziej (4) Piotr Protasiewicz (5) Krzysztof Kasprzak \| (2,3,2,3,3) (1,3,3,2,1) (3,2,2,2,2) (3,3,2,3,2) (3,3,3,3,3) \| 13 10 11 13 15 \| \| \| 2 \| \| Wielka Brytania \| Wielka Brytania \| 49 \| \| 2 \| (1) Chris Harris (2) Scott Nicholls (3) Tai Woffinden (4) Edward Kennett (5) Ben Barker \| (3,2,3,2,3,3) (2,0!,3,0,1) (w,w,3,2,3,2) (2,3,2,2,2) (2,1,-,-,3) \| 16 6 10 11 6 \| \| \| 3 \| \| Rosja \| Rosja \| 21 \| \| 3 \| (1) Roman Poważny (2) Siergiej Darkin (3) Ilja Bondarenko (4) Rienat Gafurow (5) brak zawodnika \| (1,2,0,1,1,3) (3,0,1,w,0,0) (1,1,1,0,0,0) (1,2,1,2!,d,-) (-,-,-,-,-) \| 8 4 3 6 - \| \| \| 4 \| \| Czechy \| Czechy \| 20 \| \| 4 \| (1) Aleš Dryml (2) Matěj Kůs (3) Lukáš Dryml (4) Tomáš Topinka (5) Filip Šitera \| (0,1,1,-,-) (0,0,0,0,-) (2,u,w,1,4!,2) (0,1,1,1,1,1) (1,2,0,0,0,1) \| 2 0 9 5 3 \| \| | Bieg po biegu: 1. Harris, Gollob, Poważny, A. Dryml 2. Darkin, Nicholls, Hampel, Kůs 3. Kołodziej, L. Dryml, Bondarenko, Woffinden (w/su) 4. Protasiewicz, Kennett, Gafurow, Topinka 5. Kasprzak, Barker, Šitera, - (dns) 6. Protasiewicz, Poważny, Barker, L. Dryml (w/u3) 7. Kasprzak, Harris, Topinka, Darkin 8. Gollob, Šitera, Bondarenko, Nicholls (J) 9. Hampel, Gafurow, A. Dryml, Woffinden (w/su) 10. Kennett, Kołodziej, Bondarenko, Kůs 11. Nicholls, Kołodziej, Topinka, Poważny 12. Woffinden, Protasiewicz, Darkin, Šitera 13. Kasprzak, Kennett, A. Dryml, Bondarenko 14. Harris, Gollob, Gafurow, Kůs 15. Hampel, Harris, L. Dryml (w/su), Darkin (w/su) 16. Kasprzak, Woffinden, Poważny, Kůs 17. Gollob, Kennett, L. Dryml, Darkin 18. Woffinden, Hampel, Topinka, Bondarenko 19. Harris, Kołodziej, Gafurow (J), Šitera 20. Protasiewicz, L. Dryml (J), Poważny, Nicholls (w/u) 21. Poważny, Kennett, Hampel, Šitera 22. Barker, Kołodziej, Topinka, Darkin 23. Harris, Protasiewicz, Šitera, Bondarenko 24. Kasprzak, L. Dryml, Nicholls, Gafurow (d) 25. Gollob, Woffinden, Topinka, - (dns) |                                                                      |                 |        |
| Msc | | Drużyna / Zawodnik                                                   | Biegi           | Punkty |
| 1 | | Polska                                                               | Polska          | 62     |
| 1 | (1) Tomasz Gollob (2) Jarosław Hampel (3) Janusz Kołodziej (4) Piotr Protasiewicz (5) Krzysztof Kasprzak | (2,3,2,3,3) (1,3,3,2,1) (3,2,2,2,2) (3,3,2,3,2) (3,3,3,3,3)          | 13 10 11 13 15  |        |
| 2 | | Wielka Brytania                                                      | Wielka Brytania | 49     |
| 2 | (1) Chris Harris (2) Scott Nicholls (3) Tai Woffinden (4) Edward Kennett (5) Ben Barker | (3,2,3,2,3,3) (2,0!,3,0,1) (w,w,3,2,3,2) (2,3,2,2,2) (2,1,-,-,3)     | 16 6 10 11 6    |        |
| 3 | | Rosja                                                                | Rosja           | 21     |
| 3 | (1) Roman Poważny (2) Siergiej Darkin (3) Ilja Bondarenko (4) Rienat Gafurow (5) brak zawodnika | (1,2,0,1,1,3) (3,0,1,w,0,0) (1,1,1,0,0,0) (1,2,1,2!,d,-) (-,-,-,-,-) | 8 4 3 6 -       |        |
| 4 | | Czechy                                                               | Czechy          | 20     |
| 4 | (1) Aleš Dryml (2) Matěj Kůs (3) Lukáš Dryml (4) Tomáš Topinka (5) Filip Šitera | (0,1,1,-,-) (0,0,0,0,-) (2,u,w,1,4!,2) (0,1,1,1,1,1) (1,2,0,0,0,1)   | 2 0 9 5 3       |        |

## Baraż
W zawodach barażowych startują drużyny, które w półfinałach zajęły drugie i trzecie miejsca. Dwie najlepsze reprezentacje z barażu awansują do finału.

### Gorzów Wielkopolski (baraż)
14 lipca -  Gorzów Wielkopolski
| \| Msc \| \| Drużyna / Zawodnik \| Biegi \| Punkty \| \| --- \| -------------------------------------------------------------------------------------------------------- \| ------------------------------------------------------------------ \| --------------- \| ------ \| \| 1 \| \| Australia \| Australia \| 51 \| \| 1 \| (1) Davey Watt (2) Chris Holder (3) Troy Batchelor (4) Darcy Ward (5) Jason Crump \| (1,2,1,1,1) (3,2,3,1,2) (3,2,2,3,3) (2,2,2,2,1) (2,3,3,1,3) \| 6 11 13 9 12 \| \| \| 2 \| \| Szwecja \| Szwecja \| 44 \| \| 2 \| (1) Andreas Jonsson (2) Fredrik Lindgren (3) Antonio Lindbäck (4) Jonas Davidsson (5) Thomas H. Jonasson \| (3,1,3,3,6!) (0,2,1,w,1) (1,3,2,3,2) (3,1,0,1,1) (3,0,2,0,2) \| 16 4 11 6 7 \| \| \| 3 \| \| Rosja \| Rosja \| 33 \| \| 3 \| (1) Grigorij Łaguta (2) Emil Sajfutdinow (3) Roman Poważny (4) Dienis Gizatullin (5) Rienat Gafurow \| (0,3,0,d,3,2) (2,3,3,2,6!,3) (2,w,1,2,0,d) (0,1,0,-,-) (0,w,d,d,-) \| 8 19 5 1 0 \| \| \| 4 \| \| Wielka Brytania \| Wielka Brytania \| 30 \| \| 4 \| (1) Chris Harris (2) Ben Barker (3) Lewis Bridger (4) Edward Kennett (5) Tai Woffinden \| (2,1,4!,3,2,2) (1,3,1,2,0) (w,d,1,-,-) (1,1,0,0,0) (1,0,1,3,1,0) \| 14 7 1 2 6 \| \| | Bieg po biegu: 1. Jonsson, Harris, Watt, Łaguta 2. Holder, Sajfutdinow, Barker, Lindgren 3. Batchelor, Poważny, Lindbäck, Bridger (w) 4. Davidsson, Ward, Kennett, Gizatullin 5. Jonasson, Crump, Woffinden, Gafurow 6. Lindbäck, Watt, Kennett, Gafurow (w) 7. Łaguta, Holder, Davidsson, Woffinden 8. Sajfutdinow, Batchelor, Harris, Jonasson 9. Barker, Ward, Jonsson, Poważny (w) 10. Crump, Lindgren, Gizatullin, Bridger (d) 11. Sajfutdinow, Harris (J), Watt, Davidsson 12. Holder, Jonasson, Poważny, Kennett 13. Jonsson, Batchelor, Woffinden, Gizatullin 14. Harris, Ward, Lindgren, Gafurow (d) 15. Crump, Lindbäck, Barker, Łaguta 16. Woffinden, Poważny, Watt, Lindgren (w) 17. Lindbäck, Harris, Holder, Łaguta (d) 18. Batchelor, Barker, Davidsson, Poważny 19. Łaguta, Ward, Bridger, Jonasson 20. Jonsson, Sajfutdinow, Crump, Kennett 21. Sajfutdinow (J), Jonasson, Watt, Barker 22. Jonsson (J), Holder, Woffinden, Gafurow (d) 23. Batchelor, Łaguta, Lindgren, Kennett 24. Sajfutdinow, Lindbäck, Ward, Woffinden 25. Crump, Harris, Davidsson, Poważny (d) |                                                                    |                 |        |
| Msc | | Drużyna / Zawodnik                                                 | Biegi           | Punkty |
| 1 | | Australia                                                          | Australia       | 51     |
| 1 | (1) Davey Watt (2) Chris Holder (3) Troy Batchelor (4) Darcy Ward (5) Jason Crump | (1,2,1,1,1) (3,2,3,1,2) (3,2,2,3,3) (2,2,2,2,1) (2,3,3,1,3)        | 6 11 13 9 12    |        |
| 2 | | Szwecja                                                            | Szwecja         | 44     |
| 2 | (1) Andreas Jonsson (2) Fredrik Lindgren (3) Antonio Lindbäck (4) Jonas Davidsson (5) Thomas H. Jonasson | (3,1,3,3,6!) (0,2,1,w,1) (1,3,2,3,2) (3,1,0,1,1) (3,0,2,0,2)       | 16 4 11 6 7     |        |
| 3 | | Rosja                                                              | Rosja           | 33     |
| 3 | (1) Grigorij Łaguta (2) Emil Sajfutdinow (3) Roman Poważny (4) Dienis Gizatullin (5) Rienat Gafurow | (0,3,0,d,3,2) (2,3,3,2,6!,3) (2,w,1,2,0,d) (0,1,0,-,-) (0,w,d,d,-) | 8 19 5 1 0      |        |
| 4 | | Wielka Brytania                                                    | Wielka Brytania | 30     |
| 4 | (1) Chris Harris (2) Ben Barker (3) Lewis Bridger (4) Edward Kennett (5) Tai Woffinden | (2,1,4!,3,2,2) (1,3,1,2,0) (w,d,1,-,-) (1,1,0,0,0) (1,0,1,3,1,0)   | 14 7 1 2 6      |        |

## Finał
W finale startuje dwóch zwycięzców półfinałów oraz dwie najlepsze reprezentacje z zawodów barażowych.

### Gorzów Wielkopolski (Finał)
16 lipca -  Gorzów Wielkopolski
| \| Msc \| \| Drużyna / Zawodnik \| Biegi \| Punkty \| \| --- \| ---------------------------------------------------------------------------------------------------------- \| ------------------------------------------------------------------ \| ------------ \| ------ \| \| 1 \| \| Polska \| Polska \| 51 \| \| 1 \| (1) Krzysztof Kasprzak (2) Jarosław Hampel (3) Tomasz Gollob (4) Piotr Protasiewicz (5) Janusz Kołodziej \| (2,1,0,3,2) (2,0,3,3,3) (1,3,6!,3,1,3) (0,-,3,2,3) (1,1,0,3,2) \| 8 11 17 8 7 \| \| \| 2 \| \| Australia \| Australia \| 45 \| \| 2 \| (1) Jason Crump (2) Darcy Ward (3) Troy Batchelor (4) Davey Watt (5) Chris Holder \| (3,3,2,3,2) (w,2,1,0,1) (3,0,2,2,3) (1,0,1,1,0) (3,3,2,3,4!) \| 13 4 10 3 15 \| \| \| 3 \| \| Szwecja \| Szwecja \| 30 \| \| 3 \| (1) Andreas Jonsson (2) Fredrik Lindgren (3) Antonio Lindbäck (4) Jonas Davidsson (5) Thomas H. Jonasson \| (1,0,0!,0,-) (3,1,3,2,2,1) (0,3,2,1,1,1) (2,0,0,-,-) (0,2,2,1,2,0) \| 1 12 8 2 7 \| \| \| 4 \| \| Dania \| Dania \| 29 \| \| 4 \| (1) Mads Korneliussen (2) Bjarne Pedersen (3) Niels Kristian Iversen (4) Nicki Pedersen (5) Kenneth Bjerre \| (0,2,1,0,-) (1,2,0,-,0) (2,1,1,1,3) (3,1,1,0,0,u) (2,2,3,0!,2,1) \| 3 8 5 10 \| \| | Bieg po biegu: 1. Crump, Kasprzak, Jonsson, Korneliussen 2. Lindgren, Hampel, B. Pedersen, Ward (w/su) 3. Batchelor, Iversen, Gollob, Lindbäck 4. N. Pedersen, Davidsson, Watt, Protasiewicz 5. Holder, Bjerre, Kołodziej, Jonasson 6. Lindbäck, Korneliussen, Kołodziej, Watt 7. Davidsson, Holder, Kasprzak, B. Pedersen 8. Crump, Jonasson, Iversen, Hampel 9. Gollob, Ward, N. Pedersen, Jonsson 10. Gollob (J), Bjerre, Lindgren, Batchelor 11. Hampel, Batchelor, Korneliussen, Davidsson 12. Gollob, Jonasson, Watt, B. Pedersen 13. Protasiewicz, Holder, Iversen, Jonsson (J) 14. Lindgren, Crump, N. Pedersen, Kołodziej 15. Bjerre, Lindbäck, Ward, Kasprzak 16. Holder, Lindgren, Gollob, Korneliussen 17. Crump, Protasiewicz, Lindbäck, Bjerre (J) 18. Kołodziej, Lindgren, Iversen, Ward 19. Kasprzak, Batchelor, Jonasson, N. Pedersen 20. Hampel, Bjerre, Watt, Jonsson 21. Protasiewicz, Jonasson, Ward, N. Pedersen 22. Batchelor, Kołodziej, Lindbäck, B. Pedersen 23. Iversen, Kasprzak, Lindgren, Watt 24. Hampel, Holder (J), Lindbäck, N. Pedersen (u3) 25. Gollob, Crump, Bjerre, Jonasson |                                                                    |              |        |
| Msc | | Drużyna / Zawodnik                                                 | Biegi        | Punkty |
| 1 | | Polska                                                             | Polska       | 51     |
| 1 | (1) Krzysztof Kasprzak (2) Jarosław Hampel (3) Tomasz Gollob (4) Piotr Protasiewicz (5) Janusz Kołodziej | (2,1,0,3,2) (2,0,3,3,3) (1,3,6!,3,1,3) (0,-,3,2,3) (1,1,0,3,2)     | 8 11 17 8 7  |        |
| 2 | | Australia                                                          | Australia    | 45     |
| 2 | (1) Jason Crump (2) Darcy Ward (3) Troy Batchelor (4) Davey Watt (5) Chris Holder | (3,3,2,3,2) (w,2,1,0,1) (3,0,2,2,3) (1,0,1,1,0) (3,3,2,3,4!)       | 13 4 10 3 15 |        |
| 3 | | Szwecja                                                            | Szwecja      | 30     |
| 3 | (1) Andreas Jonsson (2) Fredrik Lindgren (3) Antonio Lindbäck (4) Jonas Davidsson (5) Thomas H. Jonasson | (1,0,0!,0,-) (3,1,3,2,2,1) (0,3,2,1,1,1) (2,0,0,-,-) (0,2,2,1,2,0) | 1 12 8 2 7   |        |
| 4 | | Dania                                                              | Dania        | 29     |
| 4 | (1) Mads Korneliussen (2) Bjarne Pedersen (3) Niels Kristian Iversen (4) Nicki Pedersen (5) Kenneth Bjerre | (0,2,1,0,-) (1,2,0,-,0) (2,1,1,1,3) (3,1,1,0,0,u) (2,2,3,0!,2,1)   | 3 8 5 10     |        |

## Kolejność końcowa
| Miejsce | Reprezentacja     |
| 1       | Polska            |
| 2       | Australia         |
| 3       | Szwecja           |
| 4       | Dania             |
| ------- | ----------------- |
|         |                   |
| 5       | Rosja             |
| 6       | Wielka Brytania   |
|         |                   |
| 7       | Czechy            |
| 8       | Niemcy            |
|         |                   |
| 9       | Słowenia          |
| 10      | Stany Zjednoczone |
| 11      | Łotwa             |
| 12      | Finlandia         |
| 13      | Ukraina           |
| 14      | Włochy            |